# Maroldsweisach
Maroldsweisach est une commune de Bavière (Allemagne), située dans l'arrondissement de Hassberge, dans le district de Basse-Franconie.

## Personnalités liées à la ville
- Philipp von Hutten (1505-1546), aventurier né au château de Birkenfeld (de)